# آنا کوتوچووا
آنا کوتوچووا (اسلواکی: Anna Kotočová؛ زادهٔ ۶ آوریل ۱۹۶۸)  بازیکن زن بسکتبال اهل اسلواکی بود. وی در بازی‌های المپیک تابستانی ۱۹۸۸، ۱۹۹۲ و ۲۰۰۰ شرکت کرده‌است.